# مفتي نور محسود
مفتي نور والي محسود (بالأردية: مفتی نور ولی محسود) (26 يونيو 1978–) هو الأمير الحالي لحركة طالبان باكستان بعد مقتل الملا فضل الله في 13 يونيو 2018.

## سيرته
ولد مفتي نور محسود في 26 يونيو 1978، في تيارزا جنوب وزيرستان، وينتمي إلى قبيلة محسود من منطقة جنوب وزيرستان، ودرس في عدد من المعاهد الدينية في باكستان، وعمل قاضيًا في محكمة الشريعة التي أنشأها بيت الله محسود، ثم عمل نائبًا لبيت الله محسود، ويُعتبر العقل المُدبر لاغتيال بينظير بوتو، كما قال بتأليف كتاب «انقلاب محسود جنوب وزيرستان: من الحكم البريطاني إلى الإمبريالية الأمريكية» والذي وصف فيه التخطيط والتفاصيل الكاملة لاغتيال بوتو، وصدر الكتاب في 30 نوفمبر 2017.
شارك في هجمات طالبان باكستان ضد قوات الأمن الباكستانية و التحالف الشمالي المدعوم من الولايات المتحدة في أفغانستان. ثم شغل منصب نائب الأمير في عهد الملا فضل الله بعد مقتل نائب الأمير السابق خالد محسود. وفي يونيو 2018 اختارت حركة طالبان باكستان مفتي نور والي محسود زعيمًا جديدًا لها، خلفًا للزعيم السابق الملا فضل الله، وذلك بعد أسبوع من مقتله.